# Távol-keleti Gazdasági Körzet

A Távol-keleti Gazdasági Körzet fekvése

A Távol-keleti Gazdasági Körzet (orosz nyelven: Дальневосточный экономический район, Dalnyevosztocsnij ekonomicseszkij rajon), Oroszország 11 gazdasági körzete közül a legnagyobb.
Oroszország területének 36%-ára terjed ki, de az ország népességének csupán 5%-a él itt. Az Oroszországi Föderáció alábbi szubjektumai alkotják:
1. Amuri terület
2. Csukcsföld
3. Habarovszki határterület
4. Jakutföld
5. Kamcsatkai határterület
6. Magadani terület
7. Szahalini terület
8. Tengermelléki határterület
9. Zsidó autonóm terület

## Földrajzi áttekintés
Északon és nyugaton több ezer km hosszan tengerek övezik, idetartozik a Kamcsatka-félsziget és Szahalin szigete is. Délen a körzet Kínával határos, mellyel egy hosszú szakaszon az Amur képezi a határt.
A régió legnagyobb folyójától, a Lénától keletre a központi tájakon nagy kiterjedésű hegységrendszerek húzódnak (Verhojanszki-, Sztanovoj-, Szuntari-hegység és mások). A Léna és nagy mellékfolyói – a Viljuj és az Aldan –, valamint az Ingyigirka, a Kolima, az Anadir mentén lapos, tundrával borított alföldek terülnek el, az utóbbiak medencéi rendkívül mocsarasak. Délen az Amur-vidék alföldje jóval termékenyebb.
A terület legnagyobb részének éghajlatát a sarkvidéki hideg légtömegek uralják. Itt mérték a szárazföldön a legalacsonyabb hőmérsékletet (Ojmjakon, Verhojanszk) és a legnagyobb abszolút hőingást is. A tél rendkívül hideg, a nyár rövid; a csapadék a belső vidékeken kevés, hatalmas térségeket fagyott talaj borít. A tengerparthoz közeli térségek több csapadékot kapnak, az Amur és az Usszuri vidékén pedig, ahol a monszun hatása érvényesül, bőséges a csapadék. Ez élteti az Usszuri-vidék őserdőit, nagyobb összefüggő erdők egyébként is csak a körzet déli részén alakultak ki.

## Gazdaság
A nyersanyagkészletek jelentősek (és még nem teljesen felderítettek), de a mostoha éghajlat és a nagy távolságok miatt kitermelésük nem mindig lehetséges, illetve nem kifizetődő. A körzet, különösen a terület közel felét elfoglaló Jakutföld gazdaságának fő profilja így is a kitermelőipar.
A Léna-medencében Jakutszk környékén, a Kolima mentén Zirjankánál szenet bányásznak.
Szahalin északi részén kőolajat termelnek, amit Komszomolszk és Habarovszk üzemeiben dolgoznak fel. A Léna középső szakaszán (Talakan) és a Viljuj alsó szakaszának környékén is számottevő kőolaj- és földgázkészleteket tártak fel.
Jakutföld különösen gyémántbányászatáról híres (Mirnij), arany-, ón-, cink-, volfrám- és más ércekben is gazdag. Aldan városa az aranybányászat egyik központja, közelében nagy mennyiségű csillámot termelnek. Számottevő aranylelőhelyek vannak a Kolima és a Jana folyók völgyében is.
A körzet villamosenergia-ellátásában nagy szerepe van a Viljuj, a Zeja és a Bureja folyókon létesített vízerőműveknek. A sarkkörön túl, a Magadani terület Bilibino városa mellett épült  atomerőmű a városnak és a térség aranybányászatának szolgáltat áramot.
A gépipar nyersanyagszükségletének egy részét importból fedezik, acélt a szomszédos Kelet-szibériai Gazdasági Körzetből kell behozni. A gépgyártás központjai: Komszomolszk, Habarovszk, Vlagyivosztok, utóbbiban hagyományosan ágazat a hajóépítés.  Az Amur menti Komszomolszkban atom-tengeralattjárók és más hadi-, valamint teherhajókat építenek. Szintén Komszomolszkban működik a „Szuhoj” repülőgépeket előállító vállalatcsoporthoz tartozó, Jurij Gagarin nevét viselő repülőgépgyár.
Mezőgazdasági művelés alá vont földek jobbára csak a monszun által elért tájakon: az Amur-vidéken és délebbre vannak, ahol gabonát és szóját, a tengermellék déli vidékén helyenként rizst is termesztenek. Némi szántóföldi termelés a Léna középső szakaszának és mellékfolyóinak völgyeiben is kialakult, itt szarvasmarhát is tartanak. A fejletlen mezőgazdasági termelés mellett különösen fontos a tengeri halászat és a halfeldolgozás.
A nagy távolságok miatt a közlekedésnek kiemelt jelentősége van. Az ország belső körzeteivel való kapcsolatot a transzszibériai vasútvonal és több szárnyvonala, valamint a Bajkál–Amur-vasútvonal (BAM) biztosítja. Az úthálózat gyér, gyors fejlődését az éghajlati és domborzati viszonyok nagyon megnehezítik. 2008 őszén adták át az országos jelentőségű, egész éven át használható Jakutszk–Magadan autóutat. Délen Nahodka és Vlagyivosztok tengeri kikötői bonyolítják az áruforgalmat és biztosítják a kereskedelmi kapcsolatot a közeli Kínával, Japánnal, illetve Dél-Ázsia és Amerika országaival.

## Lásd még
- Oroszország közigazgatási beosztása